# Nordic Chess Cup
Der Nordic Chess Cup war ein Schachturnier für Nationalmannschaften aus Nordeuropa, welches von 1970 bis 1989 insgesamt 12-mal ausgetragen wurde.

## Turnierform
Der Nordic Chess Cup wurde als Rundenturnier ("Jeder gegen Jeden") ausgetragen. Von 1970 bis 1977 wurde das Turnier jährlich ausgetragen, dann nach einer längeren Pause 1983 wieder aufgenommen und bis 1989 im Zweijahresrhythmus gespielt.
Jede Mannschaft bestand aus sechs Spielern (plus Ersatzspieler). Lediglich bei der ersten Austragung 1970 wurde an acht Brettern gespielt. Ab 1971 war die Besetzung eines Brettes mit einer weiblichen Spielerin vorgeschrieben. Die Zahl der teilnehmenden Mannschaften variierte von vier bis acht. Erstes Wertungskriterium waren jeweils die Brettpunkte.

## Teilnehmende Mannschaften
Die Kernbesetzung des Turniers bestand aus den Nationalmannschaften der skandinavischen Länder Norwegen, Schweden, Dänemark, Finnland und Island sowie der BR Deutschland. Polen und die Färöer nahmen vier- bzw. dreimal teil. Die deutschen Bundesländer Schleswig-Holstein und Bremen waren drei- beziehungsweise einmal als Gastgeber mit einer eigenen Mannschaft vertreten, Finnland einmal zusätzlich mit einer B-Mannschaft.
| Mannschaft         | Teilnahmen | Siege | Gastgeber |
| ------------------ | ---------- | ----- | --------- |
| Bremen             | 01         | 0     | (1)       |
| Dänemark           | 10         | 2     | 2         |
| BR Deutschland     | 12         | 3     | 6         |
| Färöer             | 03         | 0     | 0         |
| Finnland           | 09         | 0     | 1         |
| Finnland B         | 01         | 0     | 0         |
| Island             | 07         | 0     | 0         |
| Norwegen           | 12         | 2     | 1         |
| Polen              | 04         | 1     | 1         |
| Schleswig-Holstein | 03         | 0     | (5)       |
| Schweden           | 12         | 4     | 1         |

Die Gastgeberrollen von Bremen und Schleswig-Holstein sind auch unter Deutschland mitgezählt.

## Ergebnisse
|    | Jahr | Gastgeber   | Platz 1        | Platz 2        | Platz 3        |
| -- | ---- | ----------- | -------------- | -------------- | -------------- |
| 1  | 1970 | Großenbrode | BR Deutschland | Schweden       | Norwegen       |
| 2  | 1971 | Großenbrode | Schweden       | Dänemark       | Norwegen       |
| 3  | 1972 | Großenbrode | Schweden       | Dänemark       | BR Deutschland |
| 4  | 1973 | Ribe        | Dänemark       | Schweden       | Norwegen       |
| 5  | 1974 | Eckernförde | BR Deutschland | Dänemark       | Island         |
| 6  | 1975 | Hindås      | BR Deutschland | Dänemark       | Finnland       |
| 7  | 1976 | Bremen      | Norwegen       | BR Deutschland | Dänemark       |
| 8  | 1977 | Glücksburg  | Schweden       | BR Deutschland | Dänemark       |
| 9  | 1983 | Oslo        | Polen          | Dänemark       | Schweden       |
| 10 | 1985 | Pohja       | Schweden       | Dänemark       | Polen          |
| 11 | 1987 | Słupsk      | Norwegen       | Polen          | Schweden       |
| 12 | 1989 | Aabybro     | Dänemark       | BR Deutschland | Polen          |

## Teilnehmende Spieler
Die teilnehmenden Länder setzten in der Regel eine Auswahl ihrer stärksten verfügbaren Spieler ein. Somit befanden sich unter den Teilnehmern zahlreiche Großmeister und Internationale Meister, darunter die WM-Kandidaten Robert Hübner und Bent Larsen.